# 海港区 (秦皇岛市)
海港区是中国河北省秦皇岛市所辖的一个市辖区。总面积为701平方公里。區人民政府駐秦皇东大街49号。
2015年7月抚宁县设区，将石门寨镇、驻操营镇、杜庄镇划归海港区管辖。

## 行政区划
海港区下辖13个街道办事处、8个镇：
文化路街道、海滨路街道、北环路街道、建设大街街道、河东街道、西港路街道、燕山大街街道、港城大街街道、东环路街道、白塔岭街道、东港镇、海港镇、西港镇、海阳镇、北港镇、杜庄镇、石门寨镇、驻操营镇、临港物流园区和海港经济开发区。

## 人口
根据第七次全国人口普查结果，海港区全区常住人口为1024876人，与2010年第六次全国人口普查的765254人相比，增加259622人，增长33.93%，年平均增长率为2.96%。